# Переможненська сільська рада (Якимівський район)
| Переможненська сільська рада — колишній орган місцевого самоврядування у Якимівському районі Запорізької області з адміністративним центром у с-щі Переможне. Історична дата утворення: в 1851 році. Сільській раді підпорядковані населені пункти: - с-ще Переможне - с-ще Трудове - с-ще Якимівське |

## Склад ради
Рада складається з 16 депутатів та голови.

### Керівний склад ради
| ПІБ                            | Основні відомості                                            | Дата обрання | Дата звільнення |
| ------------------------------ | ------------------------------------------------------------ | ------------ | --------------- |
| Баранов Дмитро Анатолійович    | Сільський голова, 1975 року народження, освіта, безпартійний | 26.03.2006   | 31.10.2010      |
| Воробйов Анатолій Валентинович | Сільський голова, 1970 року народження, освіта вища          | 31.10.2010   |                 |

Примітка: таблиця складена за даними джерела